# Palaeochrysophanus flavescens
Palaeochrysophanus flavescens är en fjärilsart som beskrevs av Konrad Fiedler 1926. Palaeochrysophanus flavescens ingår i släktet Palaeochrysophanus och familjen juvelvingar. Inga underarter finns listade i Catalogue of Life.